# Poblado Francisco Santana Peralta
Poblado Francisco Santana Peralta är en ort i Mexiko.   Den ligger i kommunen Mexicali och delstaten Baja California, i den nordvästra delen av landet, 2 100 km nordväst om huvudstaden Mexico City. Poblado Francisco Santana Peralta ligger 18 meter över havet och antalet invånare är 804.
Terrängen runt Poblado Francisco Santana Peralta är mycket platt. Runt Poblado Francisco Santana Peralta är det ganska tätbefolkat, med 58 invånare per kvadratkilometer. Närmaste större samhälle är Tecolots, 13,4 km nordost om Poblado Francisco Santana Peralta. Trakten runt Poblado Francisco Santana Peralta består till största delen av jordbruksmark.